# (8911) Kawaguchijun
(8911) Kawaguchijun (1995 YA) – planetoida z pasa głównego asteroid okrążająca Słońce w ciągu 5,23 lat w średniej odległości 3,01 au. Odkryta 17 grudnia 1995 roku.